# Элиас-Пинья
Элиас-Пинья (исп. Elías Piña) — провинция в Доминиканской Республике.

## География
Элиас-Пинья является одной из 31 провинций Доминиканской Республики, она расположена на крайнем западе этой страны, протянувшись вдоль её границы с Гаити. Административным центром провинции является город Комендадор. Население её составляет 70 589 человек (2012). Площадь провинции равна 1426 км².

## История
Провинция Элиас-Пинья была образована в 1942 году под названием Сан-Рафаэль, с 1965 года она называлась Ла-Эстреллета, с 1972 она носит своё нынешнее название.

## Население
Наиболее крупными населёнными пунктами провинции Элиас-Пинья являются:
- Комендадор, провинциальный центр
- Банака
- Сабана-Крус
- Сабана-Хигуэро
- Сабана-Ларго
- Гуаябо
- Эль-Льяно
- Ондо-Валле
- Ранчо-де-ла-Гуардиа
- Хуан-Сантьяго
- Педро-Сантана
- Рио-Лимпио

## Административное деление
Провинция территориально подразделяется на 6 муниципий (municipios) и 7 муниципальных округов (distrito municipal — D.M.).
| № | Муниципий                                         | Население, чел. (2012) |
| - | ------------------------------------------------- | ---------------------- |
| 1 | Сан-Франсиско-де-Баника (San Francisco de Bánica) | 7856                   |
| 2 | Комендадор (Comendador)                           | 43 894                 |
| 3 | Эль-Льяно (El Llano)                              | 4986                   |
| 4 | Ондо Валле (Hondo Valle)                          | 5989                   |
| 5 | Хуан Сантьяго (Juan Santiago)                     | 2989                   |
| 6 | Педро Сантана (Pedro Santana)                     | 4875                   |
|   | Всего                                             | 70 589                 |